# RPG 만들기 2003
RPG 만들기 2003(RPGツクール2003, RPG 쯔꾸르 2003)은 주식회사 엔터브레인에서 발매한 RPG 제작 소프트이다. PC판 RPG 쯔꾸르 시리즈 최초로 사이드뷰 방식의 전투가 채택됐다.

## 개요
전투 장면 방식이 드래곤 퀘스트 시리즈에서 채택된 프론트 뷰(적을 정면으로 한 주인공 시점에서의 표시) 턴제 배틀에서, 파이널 판타지 시리즈에서 채택된 사이드 뷰(적과 주인공을 제3자의 시점에서 표시) 액티브 타임 배틀로 변경됐다.
덧붙여 기본적인 사양 및 컨셉트는 RPG 만들기 2000과 동일하기 때문에 소재를 그대로 이용할 수 있다. 또한 RPG 투쿨 2000으로 만들어진 작품을 컨버트함으로써 작품을 비교적 용이하게 RPG 쯔꾸르 2003으로 이행할 수도 있다. 또 데이터베이스상의 제약 완화(예를 들어 2000에서는 최고 레벨을 50까지밖에 설정할 수 없었지만 2003에서는 99까지 설정할 수 있게 되어 있다), "직업"의 개념 도입, 각종 이벤트의 강화·증가, 자동 생성 던전의 작성, 검색 기능 등 툴로서의 기능은 RPG 쯔꾸르 2000과 비교해 웃돌았다. (자동 작성한 맵은 복사하면 2000에서의 유용도 가능) 한편 발매 당초에는 평범하게 플레이하는 것조차 불가능할 정도로 치명적인 버그가 많이 존재하고 있었다(현재로서는 상당히 개선되고 있어 발매 당초와 비교해 버그는 대폭 해소되고 있다). 한편 발매 당초에는 평범하게 플레이하는 것조차 불가능할 정도로 치명적인 버그가 많이 존재하고 있었다(현재로서는 상당히 개선되고 있어 발매 당초와 비교해 버그는 대폭 해소되고 있다). RPG 쯔꾸르 2000의 기능을 대폭 확장한 염가판, RPG 쯔꾸르 2000 VALUE!의 판매에 수반해 RPG 쯔꾸르 2003도 1.05 버전의 단계에서 RPG 쯔꾸르 2000 VALUE!로부터의 컨버트에 대응되었다 (이에 수반해 기본적인 사양이 2000VALUE!와 같은 정도로 확장되고 있다). 다만 2003의 염가판은 판매되고 있지 않다. 현재는 쯔꾸르 웹 라인업에서도 제외되어 제품 자체의 제조·판매도 종료되어 버렸다(업데이트 파일은 공개되어 있다).
2015년 4월 24일 이후, 스팀 및 해외판 투쿨 공식 사이트에서 공식 영문판(RPG Maker 2003)을 구입할 수 있게 되었다.이곳은 유지 개발로 버전 업이 진행되고 있으며, 대응하는 OS가 늘어난 것 외에 버그 수정, 엔진 및 에디터 기능 강화가 이루어지고 있다.단, 패키지판에 존재한 샘플 게임은 동봉되어 있지 않으며 입수할 수 있는 것은 에디터 본체뿐이다.
또 사용자가 게임 엔진을 손보는 것이 공식 허용되고 있어 일본어화나 새로운 기능 추가 등 규약을 이탈하지 않는 범위에서의 자유로운 개편이 가능하다.

## 아츠마루에 대한 대응
2021년 5월 3일 쯔꾸르 작품 투고 플랫폼인 게임 아츠마루에 RPG 만들기 2000과 함께 대응했다. 엄밀히는 easyRPG에 대한 대응이다.

## 영어 버전에서의 주요 변경 사항

### 픽처 관련 변경 사항
- 사용 가능한 픽쳐의 매수가 50매에서 1000매로 증가했다.
- 픽처의 ID, 파일명의 말미, 투명도, 확대율의 지정을 변수로 실시할 수 있게 되었다.
- 표시하는 레이어를 맵칩 아래 주인공과 동일 문장창 위 등의 10단계로 변경할 수 있게 됐다.
- 전투 중에도 표시가 가능해졌다.
- 화면의 쉐이크, 색조변경, 플래시에 영향을 받을지 여부를 변경 가능해졌다.
- 스프라이트시트 기능 추가. "픽쳐의 표시"에서, 화상을 지정한 수로 분할해 각각의 패턴을 개별적으로 표시할 수 있게 되었다(최대 분할수는 300*300). 표시하는 패턴은 정수· 변수로 지정 가능하다.
- "픽쳐보기"에서 동일한 파일을 동일한 ID로 표시할 경우 화상의 로드가 건너뛰게 되었다. 이것에 의해, 같은 파일을 계속 지정하는 한 「픽쳐의 이동(웨이트 0.0초)」과 같은 거동을 하게 되어, 스프라이트 시트 중의 표시 패턴을 부하 없이 변경하는 것이 가능하다.
- 투명도가 100%일 때의 CPU 부하가 감소했다.
- 확대율이 0~2%인 픽처를 표시한 상태에서 화면을 스크롤한 경우, '제로 인한 나눗셈'이라는 에러가 표시되어 크래쉬하는 오류 수정.
- 픽처의 투명도 지정 통합(상반, 하반의 구분자가 없어졌다).
- 문장 표시로 픽처 동작이 저해되지 않게 됐다.

### 에디터 관련 변경 사항
- 데이터베이스나 이벤트 편집 화면등의 윈도우를 리사이즈가 가능하게 되었다.
- 주석의 행수의 상한 및 일행에 쓸 수 있는 문자수의 상한이 철폐되었다.
- 이벤트 편집 화면의 배경이 스트라이프가 되면서 이벤트 명령어가 색깔로 구분되게 됐다.
- 이벤트 명령어 복사 시 텍스트 형식으로 변환되어 메모장 등에 복사한 이벤트 명령어를 붙일 수 있게 되었다(기존대로 이벤트 편집 화면에 붙일 수도 있음).
- 아이템과 스킬 등 최대 항목 수가 5000개에서 9999로 증가했다.
- 사용 가능한 라벨 아이디가 100에서 1000으로 증가했다.
- 소재 관리에서 픽처를 임포트할 때의 사이즈 제한이 철폐되었다.

### 엔진 관련 변경 사항
- 풀스크린 모드에서 비율이 바뀜, 화면이 흐려짐, 동작이 느려짐 등의 오류 수정.
- F5키에서 비디오 옵션을 표시할 수 있어 화면 크기와 묘화 옵션, 볼륨 변경 등을 할 수 있게 됐다.
- 윈도우 모드에서 부팅이 기본화되고 윈도우 모드에서 화면 확대 배율을 1~4배 사이에서 변경할 수 있게 됐다.
- 멀티코어 PC에서 '키 입력 처리'를 수행했을 때 입력 취득이 불안정해지는 문제가 해소됐다.
- 제목 화면 표시를 생략하고 게임이 시작하는 맵으로 직접 천이할 수 있게 됐다.
- 이벤트 명령어에 '로드 화면 보기' '전투 웨이트 설정 전환' '풀스크린 모드 전환' '비디오 옵션 표시'가 추가됐다.
- 조건 분기에 '세이브 데이터가 존재하는 경우' '테스트 플레이 모드의 경우' '전투 웨이트 설정이 온인 경우' '풀스크린 모드인 경우' 분기 조건이 추가됐다.
- DirectDraw의 사용이 폐지되고, 그것을 원인으로 하는 에러가 일어나지 않게 되었다.
- 디폴트 전투시스템에서 캐릭터의 배틀타임 게이지가 절반 이하인 경우 게이지가 쌓이는 속도가 대폭 상승하게 되었다(이에 따라 게이지가 왼쪽 끝에서 MAX가 될 때까지의 시간이 일본판의 약 2분의 1까지 단축되었다).
- 특정 키가 인식되지 않거나 계속 입력되는 버그의 수정.
- 게임을 로드했을 때 세이브 시점에서 변경되었던 맵 칩이 리셋되는 오류 수정.

## 샘플 게임

### RPG 쯔꾸르 2003에 수록된 샘플 게임
이터널 하밋
엔터브레인 발행의 테크윈에서 연재된 RPG 게임 "이터널 하밋" (RPG 쯔꾸르 2000에서 제작)을 "RPG 쯔꾸르 2003"용으로 컨버트한 작품. 사양에 맞춰 전투가 사이드뷰로 변경된 것 외에는 내용은 거의 동일하다.
- 제1화 '기리후카가 언덕의 TAROT'
- 제2화 기리후타가오카 대패닉!요괴 군단 대습래!!"
- 제3화 이터널 해밋 궤멸!?사상 최대의 작전.
- 제4화 「와라시테!축제에서! 대·난·전.
- 제5화 「수해! 통쾌!기괴! 돌아오지 않는 숲의 서바이벌 레이스'
- 제6화「푸린 후 맑아지고, 그런데로 인해 인류 멸망」

트라이얼
주인공 나일이 함께 살고 있는 자신의 양육 부모이기도 한 하나님을 돕기 위해 애쓰는 스토리이다.
고양이 주인
기억상실의 주인공이 말을 하는 암고양이와 함께 모두 6개의 '현자의 돌'을 모으며 여행을 떠난다.
미니 게임
"RPG 쯔꾸르 2003"에서 만들어진 미니 게임이 수록되어 있는 미니 게임집. "RPG 쯔꾸르 2000"의 핸드북의 CD-ROM에 수록된 "이케다 던전"이나 "액션 RPG"도 어레인지되어 이식되고 있다.
나의 시련
배우 미야지마 다케시(宮島岳史)에 의한 작품. 엄청난 경험치를 가져다준다는 세 가지 보물을 찾아 모험자들이 던전에 도전한다. 쇼핑 요소가 없어 아이템은 던전에서 줍거나 교회에서 아이템을 팔았을 때 답례로 받을 수 있는 것 외에는 없다.또한 샘플 게임으로는 유일하게 자동 생성 던전이 이용되고 있다.

### 핸드북 샘플 게임
- 깜짝 섬 전기! (ビックリ島戦記！)
- 엘시오네 (エルシオーネ)
- 렙쌀 (レブコメ)

## 유명작
- 비키니스모커 (ビキニスモーカー)（2003년）
- 유메닛키 (ゆめにっき)（2004년）
- 트월브 (twelve)（2004년）
- 아리만의 예언 (Ahriman's Prophecy)（2004년）
- 흑마검사 어스마석전설 (黒魔剣士アース魔石伝説)（2004년）
- 사이코 플래툰 (サイコ・プラトーン)（2004년）
- 도미날란스 기타 라그나로크 듀얼 스토리 (Dominalance Other Ragnarok Dual Story)（2005년）
- 크리에이티브 스토리 (クリエイティブストーリー)（2006년）
- 오프 (OFF)（2007년）
- 낙엽의 대지를 달려라 (落葉の大地を走れ)（2014년）

## 같이 보기
- RPG 만들기
- 엔터 브레인
- 인디엑스포